# Phyllodoce longifrons
Phyllodoce longifrons är en ringmaskart som beskrevs av Ben-Eliahu 1972. Phyllodoce longifrons ingår i släktet Phyllodoce och familjen Phyllodocidae. Inga underarter finns listade i Catalogue of Life.